# Amegilla albocaudata
Amegilla albocaudata es una especie de abeja excavadora perteneciente al género Amegilla, categorizada en la tribu Anthophorini, de la subfamilia Apinae. Fue descrita científicamente por Dours en 1869.
Suele habitar en diferentes paisajes, incluidos jardines y campos agrícolas.

## Distribución
Se distribuye por varios países del continente africano, entre ellos, Angola, Camerún, Congo, República Democrática del Congo, Gabón, Ghana, Guinea, Mozambique, Sierra Leona, Somalia, Sudáfrica, Tanzania, Kenia, Uganda y Zimbabue.